# Joint Strike Missile
Joint Strike Missile（JSM）は、ノルウェーのコングスベルグ・ディフェンス&エアロスペースがNSMを元にF-35向けに開発中の対艦/対地/巡航ミサイルである。試験飛行は2015年からF-16に搭載して開始され、2017年の完了を予定している。初期作戦能力（IOC）の獲得は、F-35のブロック4がリリースされる2021年に期待されており、完全運用は2025年からの見込みである。

## 開発
2007年、ロッキード・マーティンとコングスベルグは、NSMの空中発射バージョンのための共同市場売買協定に署名した。この計画はノルウェーおよびオーストラリアによって資金を供給されていた。
2009年4月、コングスベルグはJSM開発の第一段階のための契約に署名した。これは18カ月以内に完成するよう予定が組まれていた。
2009年6月9日、F-35をプラットフォームとし、JSMを搭載することに両社を関与させるという協定が署名された。
2010年4月29日、コングスベルグはグリーン・ヒルズ・ソフトウェア社のIntegrityリアルタイムオペレーティングシステムとマルチ統合開発環境を選択した。この開発では、さらに、グリーン・ヒルズ・プローブの高度なハードウェアデバッガとネットワーキングミドルウェアが利用される。
2013年半ば、JSM開発の第二段階が、設計審査に通って技術開発を取り、設計の成熟度を技術準備レベル6まで引き上げられ、完成した。
2014年7月、オスロの防衛物流機関はコングスベルグにJSMの開発とF-35への統合を完了する第三段階のための契約を結んだ。
2014年7月15日、コングスベルグとレイセオンは、アメリカ海軍の攻撃的対艦兵器（OASuW）のためにJSMを提供するチーミング契約を形成したことを発表した。レイセオンは、アメリカ市場向けのJSMを生成することが予想される。海軍は2017年にもOASuWのための競争を開始する予定でその場合、ロッキード・マーチンのLRASMとの競争になることが予想される。
2015年2月25日、オーストラリアがJSMの開発に協力すると発表した。
2015年9月15日、オーストラリアはJSMの既存の赤外線シーカーを補完するためのパッシブ無線周波数シーカーの開発資金を出し、F-35へのインテグレーションの資金も分担する契約を結んだ。
2015年10月28日、F-16を使っての飛行試験が開始され、最初の試験を成功裏に完了した。
2017年4月7日、コングスベルグはJSMに新しい能力(BAE システムズ・オーストラリアによって開発された無線周波数シーカー)を統合するために1.5億ノルウェー・クローネ相当の契約をオーストラリア国防省との間で結んだ。

## 特徴
NSMとの違いには以下が含まれる。
- F-35の胴体内兵器倉（ウェポンベイ）に適合するよう胴体を再設計[9]、主翼を展張式に変更[1][18]。
- ターボジェットエンジンの換装とエアインテークの変更[9]。
- 海上、陸上基地の標的を攻撃する能力。
- 空中発射母機（F-35）。
- NSMの280kmを超える射程の改善[19]。
- 2013年に開始する長期の生産。

JSMはマルチコア・コンピューターを搭載する予定である。これはアメリカのグリーン・ヒルズ・ソフトウェア社が開発した、Integrityリアルタイムオペレーティングシステムを実行する。
また、対地攻撃および双方向通信ラインのオプションを装備する予定であり、装備した場合中央制御室、もしくは他の飛行中のミサイルとの連絡を取ることが可能となる。

## 派生型

### VL-JSM
2014年に公開されたMK 41VLSからの発射に対応させた派生型。アメリカ海軍の攻撃的対艦兵器 (Offensive Anti-Surface Warfare、OASuW）インクリメント2においてロッキード・マーティンのLRASMと競合する可能性がある。

### 潜水艦発射型
コングスベルグ社はノルウェーの潜水艦にJSMを搭載できるよう、手法を研究している。この手法としてミサイルのスリム化、エアフレームの変更、新しいターボジェットエンジンの装備、エアインテークの改修、275km以上の射程を目指すための燃料容積の拡大、リンク16と互換性のある双方向データリンクの組み込みなどの改良が予定されている。
この潜水艦発射型は2014年にはポーランドで開催された第13回バルト軍事フェアBALT-MILITARY-EXPO 2014において初めて模型が公開された。また、この際コングスベルグは潜水艦発射型に対して300kmを超える射程を目指していることを明らかにしたが、ミサイル監視レジームにより設定された制限値以下に維持することを計画している。

## 搭載
JSMは、F-35AおよびF-35Cの胴体内兵器倉に2発を携行可能なほか、機外ハードポイントにも搭載可能である。前述の通り、F-35での運用はブロック4から可能となる見込み。また、F-35以外の航空機にも搭載できるよう設計されており、F/A-18、F-15との適合が確認されているが、コングスベルグは顧客がいない限り、実施することは無いとしている。またコングスベルグはマレーシアのLIMA 2017で、ユーロファイター タイフーンの兵器パッケージにJSMを追加する計画だとし、既に予備段階が開始されているとことを明らかとした。

## 運用国
開発国のノルウェーのほか、オーストラリアが2014年6月にJSMの購入に関心を表明している。オーストラリアは以前より資金を供給し、2015年にはオーストラリアはJSMの開発への協力を表明したことなどから運用国となることが見込まれる。
そのほか、韓国など他のF-35運用国にも提案していく予定である。
日本も導入を決定し、2018年度（平成30年度）予算に関連経費を計上している。国内の離島有事に備えるのが主目的だが、自衛のために相手国の基地などを攻撃する敵基地攻撃能力の保有を念頭に置いているとの見方もある。2022年時点では納期の遅れにより予算が執行できていなかったが、2023年2月16日に伊藤忠アビエーションと契約している。コングスベルグでは、2019年3月に日本向けの初契約への署名を公表し、その後2019年11月に1回目、2020年3月に2回目、非公表の時期に3回目、2024年11月1日に4回目の追加契約があったことを公表している。
2025年6月時点での運用予定国は、オーストラリア、ドイツ、日本、ノルウェー、アメリカの5か国。